# Paris 1919
Paris 1919 är den tidigare The Velvet Underground-medlemmen John Cales tredje soloalbum, utgivet 1973.

## Låtlista
1. "Child's Christmas in Wales" - 3:21
2. "Hanky Panky Nohow" - 2:46
3. "The Endless Plain of Fortune" - 4:13
4. "Andalucia" - 3:54
5. "Macbeth" - 3:08
6. "Paris 1919" - 4:07
7. "Graham Greene" - 3:00
8. "Half Past France" - 4:20
9. "Antarctica Starts Here" - 2:47

## Medverkande
- John Cale - bas, gitarr, keyboard, sång, viola
- Harvey Brooks - bas
- Lowell George - gitarr
- Richie Hayward - trummor
- Bill Payne - keyboard
- Chris Thomas - tamburin
- The U.C.L.A. Orchestra